# Johnny Kidd & the Pirates
Johnny Kidd and the Pirates foi uma banda inglesa de rock and roll liderado pelo cantor/compositor Johnny Kidd. Eles marcaram várias canções de sucesso do final dos anos 1950 ao início dos anos 1960, incluindo "Shakin 'All Over" e "Please Don't Touch".
Sua atuação no palco foi teatral, incluindo o uso de trajes de pirata completos (com Kidd usando um tapa-olho e empunhando um cutelo), que ecoava alguns de seus contemporâneos do Rock 'n' Roll, como Screaming Lord Sutch & the Savages e Nero and the Gladiators. De certa forma, sua abordagem antecipou e possivelmente inspirou roqueiros teatrais dos anos 1970, como Alice Cooper e David Bowie, entre outros.

## Primeiros dias
O grupo original ficou sob a gestão de Guy Robinson e foi assinado com a HMV em 1959 sob os auspícios do produtor Walter J. Ridley. Seu primeiro single foi o cru "Please Don't Touch", escrito por Kidd e atribuído a "Heath/Robinson" (Heath era o nome verdadeiro de Kidd). Este se tornou um sucesso menor, alcançando a posição 25 nas paradas de singles do Reino Unido em 1959. Embora apenas um sucesso menor, a canção foi gravada muitas vezes desde então, com maior sucesso pela equipe do Motörhead e Girlschool conhecida como Headgirl.
Após este sucesso inicial, a banda foi reorganizada para agilizar o apelo visual e sonoro. Kidd naturalmente assumiu o centro do palco na frente. O baterista Clem Cattini sentou-se logo atrás. Flanqueando Kidd em ambos os lados estariam Alan Caddy (guitarra) e Brian Gregg (baixo). Kidd dava um chute alto no ritmo da batida. Em uma tentativa de recriar a sensação de suas gravações, Kidd empregou uma unidade de eco para processar seus vocais, uma das primeiras instâncias de uma banda de rock do Reino Unido tentando isso no palco.
Quando o grupo apareceu no Saturday Club entre 1959 e 1961, Mike West e Tom Brown dividiram os vocais com Kidd. 

## Shakin' All Over
O melhor momento de Kidd and the Pirates foi a poderosa canção "Shakin 'All Over", memorável pela abertura de guitarra e solo de Joe Moretti, alcançou o primeiro lugar nas paradas de singles do Reino Unido em 1960. A canção e o grupo antecedem o power trio e cauaram uma forte impressão no The Who, que faria o cover em seu álbum de 1970, Live at Leeds, cujas notas do encarte do CD proclamam o original como o melhor single de rock pré-Beatles do Reino Unido. O canadense The Guess Who alcançou a posição nº 1 em seu país natal e contornou o Top 20 dos EUA com uma versão cover no início de 1965. Os críticos musicais Roy Carr e Tony Tyler escreveriam mais tarde que "Shakin 'All Over" foi o segundo rock britânico genuíno clássico, seguindo "Move It" de Cliff Richard.
De acordo com Keith Hunt em sua biografia da banda, , "Shakin' All Over – The Life And Times Of Johnny Kidd", a gravadora HMV ofereceu à banda a chance de escrever seu próximo lado B, embora na noite anterior à sessão eles ainda não tivessem nada. Uma canção foi escrita às pressas enquanto estava sentado no porão do Freight Train Coffee Bar, Chas McDevitt, e gravada no dia seguinte em uma tomada, além de pequenos overdubs (principalmente Joe Moretti). Ao ouvir a música finalizada, o lado A pretendido (um renascimento do antigo, "Yes Sir, That's My Baby") foi relegado para o outro lado. A mixagem da banda foi repetida na atmosférica "Restless", que também contou com Moretti, também fazendo sucesso na sequência de "Shakin 'All Over".
Apesar de alguns cortes interessantes, os hits diminuíram. A gravação do canto do cisne dessa formação em 1961, "Please Don't Bring Me Down", perdeu completamente as paradas. No entanto, apresentava um lado B que acabou por ser um pequeno clássico do rock 'n' roll do Reino Unido. "So What" apresentou um solo de piano atrevido de Morgan "Thunderclap" Jones. Quando o single falhou nas paradas, os Pirates - Clem Cattini, Alan Caddy e Brian Gregg - decidiram abandonar o barco e se juntaram a Colin Hicks como seus "Cabinboys" em uma turnê de 6 semanas pela Europa. Depois que essa ligação terminou, Cattini e Caddy se juntaram a uma banda de apoio Joe Meek que evoluiu para os Tornados. (Brian Gregg juntou-se a eles quando o baixista Heinz Burt saiu para seguir carreira solo.) Kidd, enquanto isso, gravou um single "solo" apoiado por uma banda maior. "Fast on Back to Love" era mais blues do que qualquer coisa que Kidd havia tentado anteriormente e indicava um possível novo caminho musical.
Um novo trio pirata foi recrutado. Johnny Spence (baixo), Frank Farley (bateria) e Johnny Patto (guitarra), tinham recentemente apoiado Cuddly Dudley como "The Redcaps". Patto logo saiu e foi substituído por Mick Green (guitarra solo), que também havia apoiado Dudley. O primeiro single da nova formação com Kidd, "A Shot Of Rhythm And Blues" (juntamente com "I Can Tell") conseguiu quebrar o período de seca de Kidd, entrando nas camadas mais baixas da parada no final de 1962. Em retrospecto, O disco, que estreou o estilo de jogo único de Green incorporando figuras alternadas de guitarra e guitarra base, pode ser visto como a ponte sônica que marca a transição do rock and roll britânico para a música beat britânica.
Com o tempo, Kidd desenvolveu um show visual. O grupo vestia uma fantasia de pirata do século 19 na frente de um enorme pano de fundo de um galeão pirata, Kidd brincando com um cutelo com grande efeito. Muitos palcos de madeira receberam cicatrizes desse suporte até que não foi possível obter a cobertura de seguro para eles. As turnês alemãs do grupo reforçaram seu som, como aconteceu com muitos combos de Liverpool que também fizeram a viagem. Um single projetado de acordo com o novo som, "Some Other Guy" não foi lançado no início de 1963, permitindo que The Big Three pontuasse sua primeira entrada nas paradas. A ascensão explosiva dos 'grupos beat' em 1963 ofuscou a cena R&B de queima lenta; sem um único lançamento, Kidd e seus piratas estavam perdendo um momento valioso nas paradas.
Não foi surpresa, então, que Kidd, como muitos de seus contemporâneos como Adam Faith e Eden Kane, logo optou pela segurança de Merseybeat, gravando "I'll Never Get Over You" de Gordon Mills, originalmente um um lado B no estilo de Buddy Holly lançado pelo antigo grupo de Mills, The Viscounts, e alcançando a posição 4 na parada do Reino Unido no verão de 1963. O sucesso colocou Kidd and the Pirates firmemente no cenário da música beat. O seguinte, "Hungry For Love", também foi escrito por Mills e quebrou entre os vinte primeiros durante o outono, evitando uma versão de EP concorrente dos The Searchers. A sessão de gravação de "Hungry For Love" foi muito produtiva, rendendo também um single apenas para Pirates. Ambos os lados, "My Babe" e "Casting My Spell", com Spence nos vocais, foram gravados em um take cada, um sinal do poder, habilidade e confiança desta formação do Pirates. De acordo com Mick Green, este single foi lançado para testar se Kidd and the Pirates poderiam ser divididos em dois atos de sucesso;  no entanto, o single não foi um sucesso, o que pôs um fim a quaisquer experiências futuras nesta frente .

## Últimos dias
Em 1964, os Pirates adicionaram o organista Vic Cooper à sua formação. Os sucessos novamente diminuíram e o tão esperado álbum de estreia, apresentando a formação expandida com Vic Cooper nas funções de órgão/piano, nunca foi masterizado para lançamento. Um passo atrás dos Beatles e perdendo terreno, Kidd abandonou o dual-tracking de sua voz poderosa e voltou para o R&B, onde residiam suas qualidades vocais. Depois de "Always And Ever" de 1964 (baseado em "Santa Lucia", Mick Green saiu durante a temporada de verão em Blackpool e se juntou a Billy J. Kramer e os Dakotas. Os Tornadoes estavam na mesma conta em Blackpool, então seu guitarrista Stuart Taylor preencheu até que Kidd encontrou John Weider, um fã de Green, para subir a bordo.
Eventualmente, o grupo se separou de Kidd. Johnny Spence, Frank Farley e o guitarrista Jon Morshead (que substituiu Weider) continuaram como The Pirates (mantendo o nome com a benção de Kidd) e gravaram um single, "Shades of Blue" para a Polydor, antes do fracasso encerrar o dia. 1966. Enquanto isso, Kidd continuou gravando e tocando com um grupo anônimo de músicos de apoio. Seu penúltimo single "It's Got To Be You", e uma versão inédita de "I Can't Turn You Loose" de Otis Redding, mostrou que uma mistura de R&B e soul pode ter sido onde estava seu futuro caminho musical.
Em 1966, um dos músicos anônimos, o organista Ray Soaper, contatou alguns companheiros. Mick Stewart (guitarra), Nick Simper (baixo) e Roger Truth (bateria) se juntaram a Soper e se apresentaram a Kidd como seus novos piratas. Com seu recém-batizado de "New Pirates" (necessariamente distinguindo-os dos outros "Pirates"), um Kidd revitalizado trabalhou para um retorno a ponto de falar sobre a possibilidade de gravar um novo álbum. Ao retornar de um show cancelado no Imperial em Bolton, ele morreu em um acidente de carro perto de Bury, Lancashire, em 7 de outubro de 1966, com o companheiro Nick Simper sendo ferido.
O grupo tinha um novo single. "Send For That Girl", (junto com uma versão de "The Fool" escrita por Lee Hazlewood), que foi lançado postumamente em novembro, mas não chegou às paradas. Essa formação dos Pirates (com John Kerrison substituindo Truth em última hora) continuou em tributo assim que Simper se recuperou, embora não houvesse mais gravações. Conforme a cena pop mudou e as reservas se tornaram mais difíceis de obter, o grupo se separou em maio de 1967. 

## Pós-Kidd – The Pirates
A formação mais conhecida dos Pirates, e também a única formação que recebeu a bênção de Johnny Kidd para reter e gravar sob o nome de "The Pirates" (Mick Green, Johnny Spence e Frank Farley), reformou-se em 1976. Eles tocou no 'Front Row Festival', um evento de três semanas no Hope and Anchor, Islington, no final de novembro e início de dezembro de 1977. Isso resultou na inclusão da banda, ao lado de Wilko Johnson,  the Only Ones, the Saints, the Stranglers, X-Ray Spex e XTC, em um álbum duplo de sucesso de gravações do festival. O LP de compilação do Hope & Anchor Front Row Festival (março de 1978) alcançou a posição 28 na UK Albums Chart. Skull Wars foi lançado em 1 de janeiro de 1978, apresentando uma mistura de faixas ao vivo e de estúdio. A arte da capa frontal apresentava uma caveira estilizada em um capacete que lembrava o do personagem de Star Wars, Darth Vader, e uma capa traseira que brincava alegando que Skull Wars era "O disco que eles não ousaram transformar em filme".
Esta formação fez seu show final em 1983 (até reformar pela terceira vez em 1999). Depois disso, o Pirates continuou tocando de vez em quando com várias formações diferentes, sempre incluindo Mick Green, nos anos 1980 e no início dos anos 1990 com John Gustafson (The Big Three, Roxy Music) no baixo e nos vocais com vários bateristas diferentes, então entre 1996 e 1998 com Björn Anders (baixo/voz) e Romek Parol (bateria), antes de se juntar à formação de Green, Spence e Farley em 1999, que continuou a tocar até 2005. Devido a problemas de saúde, Frank Farley se aposentou o circuito ao vivo em 2005, a ser substituído por Mike Roberts. Com Mike Roberts, Johnny Spence e Mick Green continuaram por mais alguns anos.
A formação original com Spence, Green e Farley gravou vários álbuns de reunião no final dos anos 1970 e início dos anos 1980, como Skull Wars e Out of their Skulls. Posteriormente, mais álbuns foram feitos sob o nome de Pirates com várias formações, como Still Shakin '(1987) com John Gustafson tocando baixo e cuidando das tarefas vocais, Land of the Blind com a formação Green-Anders-Parol, que foi lançado em 1998, e Skullduggey pela formação de Green, Spence e Roberts em 2006, A banda foi dissolvida com a morte de Mick Green em janeiro de 2010.
Desde então, Anders e Parol formaram uma nova banda, The Spellkasters, em 2013 com o novo frontman Pete Edmunds. Um álbum Kastin 'The Spell foi gravado no estúdio sueco de Anders para lançamento na Angel Air Records em fevereiro de 2014. O álbum contém novas versões das faixas do Pirates, "Gibson Martin Fender", "Don't Munchen It" e "Going Back Home ", que Mick Green co-escreveu com Wilko Johnson. The Spellkasters iniciaram uma turnê mundial em março de 2014.
O baixista original e vocalista do trio Pirates, Johnny Spence ainda está em turnê e gravando, com um trio de rock and roll e rhythm & blues finlandês Doctor's Order. A cooperação deles começou em 2008, a maioria dos shows e turnês foram na Finlândia, mas eles também se apresentaram no International Gastro Blues Festival na Hungria em 2012. Johnny Spence e Doctor's Order fizeram dois álbuns, Full Throttle No Brakes (2009 ) e Hot and Rockin '(2011), ambos do selo Goofin' Records. Mick Green também gravou um mini-álbum de seis faixas Cutthroat and Dangerous with Doctor's Order, que foi lançado em 2007, também pela Goofin 'Records.
Outro conjunto de Pirates, com Joe Moretti (guitarra) e reunindo os Pirates originais, Brian Gregg (baixo) e Clem Cattini (bateria), também fez shows ocasionais nos últimos anos. Moretti tocou em "Shakin 'All Over" e seu sucessor "Restless". No entanto, nesta formação do Pirates é filho de Joe Moretti, também chamado Joe Moretti, na guitarra.

## Legado
O lado B do single "Always and Ever" de Johnny Kidd & the Pirates de 1964 foi um cover de "Dr Feelgood", do pianista e cantor americano de blues Willie Perryman (também conhecido como "Piano Red"), que gravou a canção como "Dr Feelgood & the Interns". O nome da canção é uma gíria para heroína. A banda Dr. Feelgood tomou seu nome da gravação de Johnny Kidd & the Pirates.

## Discografia

### Singles
- "Please Don't Touch" / "Growl" (Maio de 1959)
- "If You Were the Only Girl in the World" / "Feelin'" (1959)
- "You Got What It Takes" / "Longin' Lips" (1960)
- "Shakin' All Over" / "Yes Sir, That's My Baby" (Junho de 1960)
- "Restless" / "Magic of Love" (Setembro de 1960)
- "Linda Lu" / "Let's Talk About Us" (Março de 1961)
- "Please Don't Bring Me Down" / "So What" (Setembro de 1961)
- "Hurry On Back To Love" / "I Want That" (Janeiro de 1962)
- "A Shot of Rhythm and Blues" / "I Can Tell" (Novembro de 1962)
- "I'll Never Get Over You" / "Then I Got Everything" (Junho de 1963)
- "Hungry For Love" / "Ecstasy" (November 1963)
- "Always and Ever" / "Dr. Feelgood" (Abril de 1964)
- "Jealous Girl" / "Shop Around" (Junho de 1964)
- "Whole Lotta Woman" / "Your Cheatin' Heart" (Outubro de 1964)
- "The Birds and the Bees" / "Don't Make the Same Mistake I Did" (Fevereiro de 1965)
- "Shakin' All Over '65" / "I Gotta Travel On" (Maio de 1965)
- "It's Gotta Be You" / "I Hate To Get Up In The Morning" (Abril de 1966)
- "The Fool" / "Send For That Girl" (póstumo) (Novembro de 1966)